# Кузнецов Віктор Олександрович
Віктор Олександрович Кузнєцов  (рос. Виктор Александрович Кузнецов, 21 травня 1961) — радянський плавець, олімпійський медаліст.

## Виступи на Олімпіадах
| Олімпіада   | Дисципліна                      | Місце     |
| ----------- | ------------------------------- | --------- |
| Москва 1980 | плавання на 100 метрів на спині | 2         |
| Москва 1980 | плавання на 200 метрів на спині | 3 h2 r1/2 |
| Москва 1980 | комплексна естафета 4 × 100     | 2         |